# Manilkara lososiana
Manilkara lososiana är en tvåhjärtbladig växtart som beskrevs av Kenfack och Ewango. Manilkara lososiana ingår i släktet Manilkara och familjen Sapotaceae.
Artens utbredningsområde är Kamerun. Inga underarter finns listade i Catalogue of Life.